# Guido von List

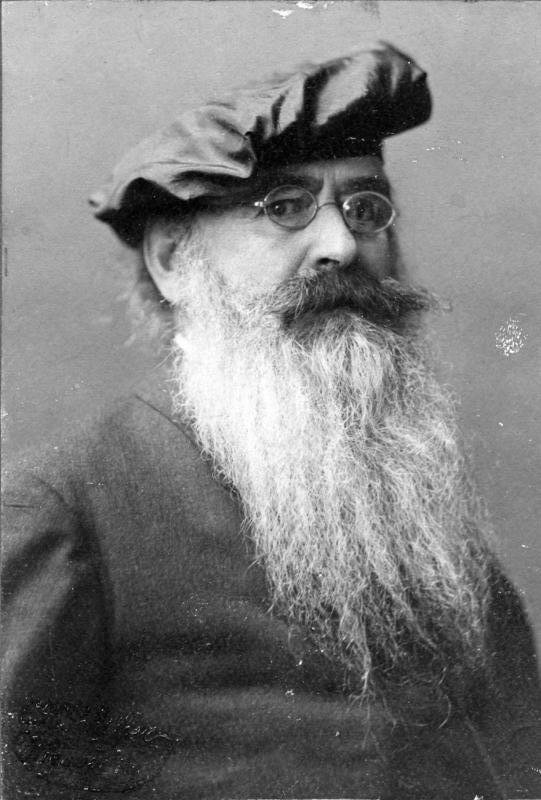
Guido von List 1913; Aufnahme: Conrad H. Schiffer

Guido Karl Anton Paul (von) List (* 5. Oktober 1848 in Wien; † 17. Mai 1919 in Berlin) war ein österreichischer Schriftsteller und Esoteriker. Er war ein populärer Vertreter der völkischen Bewegung und gilt als Begründer der rassistisch-okkultistischen Ariosophie.

## Leben und Werk
Guido List war der älteste Sohn des Wiener Lederhändlers Karl Anton List. Seine Mutter Maria List, geb. Killian, entstammte ebenfalls einer Wiener Kaufmannsfamilie. Er wurde konservativ-katholisch erzogen. Schon früh begeisterte er sich für die Natur und begann, gefördert durch seinen Vater, Landschaften und Burgen zu malen. Weitere Interessen waren der Alpinismus und das Rudern. Späteren Selbstdarstellungen zufolge entwickelte er in jungen Jahren auch eine Neigung zum Spirituellen und ein starkes Interesse an germanischer Mythologie, verbunden mit einer Ablehnung des in Österreich vorherrschenden Katholizismus.
Obwohl er eigentlich Künstler und Gelehrter werden wollte, durchlief List auf Betreiben des Vaters eine Ausbildung als Kaufmann. In seiner Freizeit aber durchstreifte er die Umgebung von Wien, malte und hielt seine Eindrücke in Prosa und Gedichtform fest. Seine Liebe zur Natur war, wie er später schilderte, Ausdruck einer entschiedenen Ablehnung der Moderne und des städtischen Lebens. Daneben leitete er von 1868 bis 1870 die kleine Privatbühne „Walhalla“. 1871 wurde er Sekretär des damals betont deutschnational ausgerichteten Österreichischen Alpenvereins. Das völkische Milieu hatte einen starken Einfluss auf seine Ansichten.

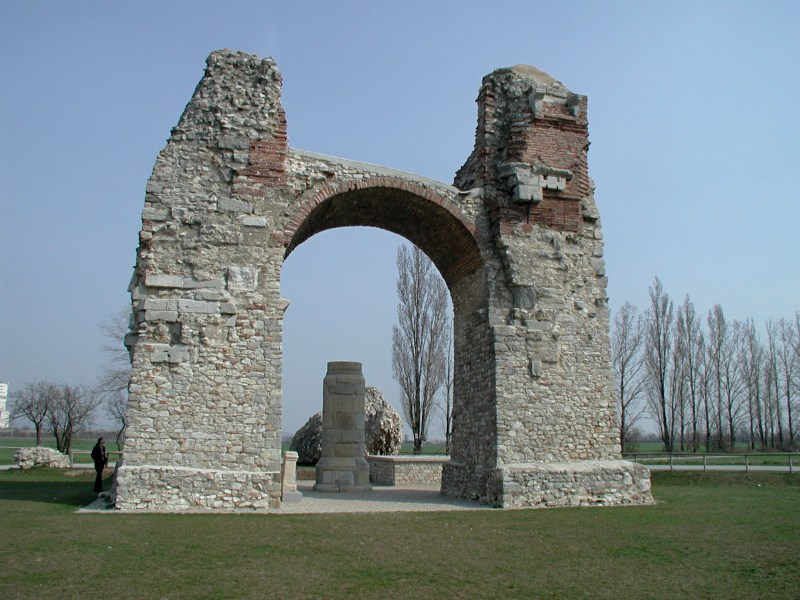
Ruine des Heidentors in Carnuntum

Am 25. Januar 1874 ließ sich Guido List in der Loge „Humanitas“ in Neudörfl (einer sogenannten „Grenzloge“ für die Wiener Mitglieder) als Freimaurer aufnehmen. Nach dem Tod des Vaters 1877 schied Guido List aus der Firma aus und schlug sich in den folgenden Jahren mit seiner ersten Frau, Helene Förster-Peters (Heirat 1878, † 1891), unter ärmlichen Verhältnissen als Journalist durch. In verschiedenen völkisch ausgerichteten Magazinen veröffentlichte er Artikel, in denen er idyllische Landschaftsbeschreibungen mit heidnisch orientierten Spekulationen verband. Einen ersten Erfolg als Autor hatte er 1888 mit dem Roman Carnuntum, in dem er von der heidnischen Antike bis in die Gegenwart einen Konflikt zwischen der germanischen Urbevölkerung des Wiener Beckens und den römischen Kolonialherren bzw. der römisch-katholischen Kirche zeichnete und glorifizierend einen fiktiven Angriff germanischer Stämme auf die römische Provinzhauptstadt Carnuntum schilderte. Dies fand großen Anklang im völkischen Lager.
In den 1890er Jahren entwickelte sich die Vorstellung eines Wotan-Kultes als der nationalen Religion der „Teutonen“ zum Kerngedanken von Lists Mythologie, die er in dem Buch Der Unbesiegbare (1898) darstellte. Hinzu kamen in zunehmendem Maß antisemitische Motive. Seine Romane Jung Diethers Heimkehr (1894) und Pipara (1895) wurden in völkischen Kreisen begeistert aufgenommen. 1899 heiratete List die Schauspielerin Anna von Wittek, die die Hauptrolle in seinem 1894 uraufgeführten Bühnenstück Der Wala Erweckung gespielt hatte. In den folgenden Jahren schrieb er weitere Bühnenstücke.
1902 erblindete List infolge einer Augenoperation (Entfernung eines Grauen Stars) für elf Monate. In dieser Zeit wendete er sich verstärkt esoterischen Vorstellungen zu. Er konzipierte eine „arische Ursprache“ und Deutungen der Runen und anderer Symbole in alten Inschriften. Ein Manuskript über diese neuen „Erkenntnisse“ reichte er 1903 bei der Kaiserlichen Akademie der Wissenschaften in Wien ein, die es jedoch kommentarlos zurückschickte. Ein anderes Dokument der inneren Wandlung Lists ist ein Aufsatz über Die esoterische Bedeutung religiöser Symbole, der 1903 in der theosophischen Zeitschrift Die Gnosis erschien und von der Erschaffung des Universums handelte.
Die Ablehnung des Manuskripts durch die Akademie der Wissenschaften war 1904 Gegenstand einer Anfrage an den Reichsrat, in welcher der Minister für Kultur und Erziehung zu einer Stellungnahme aufgefordert wurde. Die Unterzeichnung dieser Anfrage durch 15 Wiener Honoratioren belegt den Rückhalt, den List mit seinen Ansichten in der Wiener Gesellschaft hatte. In seinen Werken überhöhte List das „Ario-Germanentum“: Arische „Herrenmenschen“ seien berufen, in einer künftigen Weltordnung über die „Herdenmenschen“ zu herrschen. Die Annahme einer rassischen Ungleichheit der Menschen, die er mit vermeintlichen germanischen Rechtsverhältnissen begründete, legitimierte für List seine Feindschaft gegen das Judentum, die katholische Kirche und die Freimaurerei.
1907 ließ List das Adelsprädikat „von“ in das Wiener Adressbuch eintragen, was er bei einer dadurch veranlassten Untersuchung damit begründete, er stamme aus altem Adel, aber sein Großvater habe den Titel abgelegt. 1908 gründeten Freunde und Anhänger Lists die Guido-von-List-Gesellschaft zur Förderung seiner „Forschungen“ und Publikationen, der unter anderem der Industrielle Friedrich Wannieck, dessen Sohn Oskar, der Ariosoph Jörg Lanz von Liebenfels und Wiens Oberbürgermeister Karl Lueger angehörten. 1909 umfasste die Gesellschaft 133 Mitglieder, davon fünf korporative, außerdem sechs korrespondierende und zwölf Ehrenmitglieder. Zu den durch diese Gesellschaft geförderten Publikationen gehörten Das Geheimnis der Runen (1908), worin List den Runen magische Kräfte zuschrieb, und Die Armanenschaft der Ario-Germanen (1908), eine Darstellung der Wotan-Priesterschaft. Neben den Runen, die List als Symbole germanischer Überlegenheit verstand, popularisierte die Gesellschaft auch das Hakenkreuz.

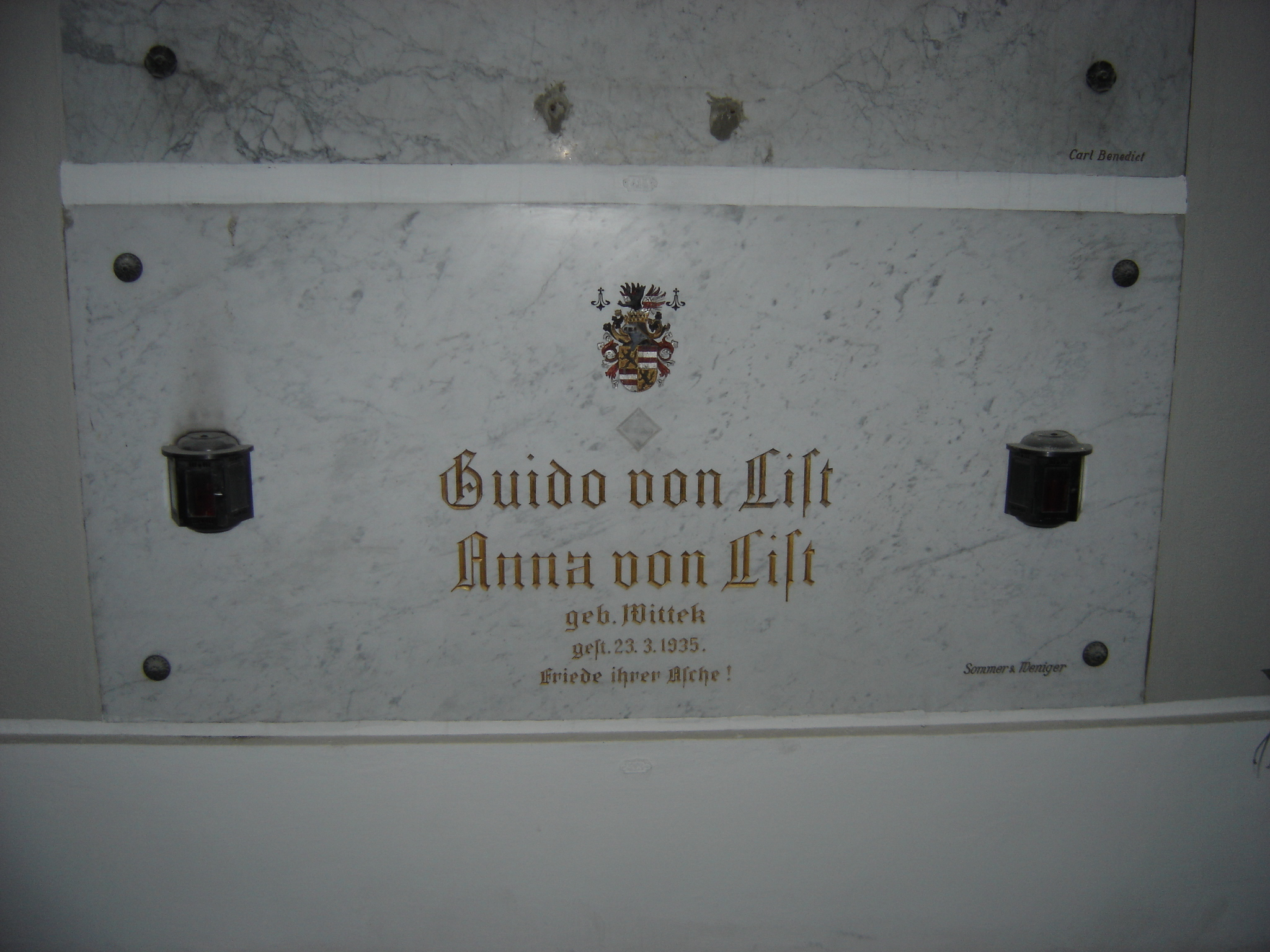
Zentralfriedhof Wien, Neue Arkaden, Erdgeschoss – Grab Guido List

List selber gründete 1911 den Hohen Armanen-Orden (HAO) als inneren Zirkel der List-Gesellschaft, der jedoch nur wenige Mitglieder umfasste und nach wenigen Jahren zerfiel. Im Ersten Weltkrieg kursierten Lists Werke unter den Soldaten an der Front, und er erhielt von dieser Leserschaft viele Briefe. Die Katastrophe, in die der Krieg mündete, wertete er als eine weitere Etappe des Leids vor der endgültigen Errettung der Ariogermanen. Nach Kriegsende unternahm er mit seiner Gattin eine zur Erholung gedachte Reise zu Freunden nach Brandenburg. Auf dem Weg dorthin wurde eine Lungenentzündung diagnostiziert, die die Weiterreise unmöglich machte. Sein Zustand verschlechterte sich rapide, und er starb in einer Berliner Pension. Die Leiche wurde eingeäschert, die Urne in seiner Heimatstadt Wien auf dem Zentralfriedhof in den „Neuen Arkaden“ beigesetzt.

## Lehre
List benannte seine religiöse Lehre („Wuotanismus“) nach Wotan, dem höchsten Gott der Germanen. Als Überlieferung der alten germanischen Mythologie betrachtete er die nordische Edda, deren Urheber er als germanische Flüchtlinge vor der christlichen Verfolgung ansah. Ein von List besonders herausgehobener Aspekt ist die magische Kraft von Runen, von der bereits im Edda-Lied Hávamál die Rede ist. Lists originäre Leistung, die ihn nach Nicholas Goodrick-Clarke zum „Pionier des völkischen Runenokkultismus“ machte, bestand darin, jeder der 18 Strophen des Hávamál eine Rune des Runen-„Alphabets“ (Futhark) zuzuordnen und diesen jeweils eine bestimmte okkulte Bedeutung zuzuschreiben.
Ein anderes wichtiges Thema in Lists Darstellungen war die mystische Einheit des Menschen mit dem Universum. Daraus ergab sich die zentrale Forderung, in Einheit mit der Natur zu leben, wozu auch gehörte, sich selbst als Teil eines Volkes und einer Rasse zu betrachten. Dies war Lists Antwort auf die von ihm abgelehnte Moderne, typisch für die deutsche Romantik des 19. Jahrhunderts in ihrem „Drang, zu etwas Größerem zu gehören, das größer als man selbst war“ (George L. Mosse).
Ab 1903 begann List, Elemente der modernen Theosophie in seine Anschauungen zu integrieren, was zu einer „Synthese aus Theosophie und germanischer Mythologie“ (Goodrick-Clarke) führte. Dabei knüpfte er offenbar an einige Bücher Max Ferdinand Sebaldt von Werths (1859–1916) aus den Jahren 1897 bis 1903 an, in denen dieser die Idee der Rassenhygiene mit germanischer Mythologie und theosophischer Kosmologie verbunden und eine Überlegenheit der „arischen Rasse“ postuliert hatte, sofern diese „rein“ erhalten bliebe. In seinem Gnosis-Aufsatz von 1903 übernahm List das Konzept einer alt-arischen Sexualreligion und diverse Details aus Sebaldts Arbeiten, wobei er auch zum ersten Mal die esoterischen Vorstellungen der Unsterblichkeit der Seele, der Reinkarnation und des Karmas aufgriff. In diesem Zusammenhang wurde die Reinheit der Rasse zum „obersten Grundgedanken“ (Goodrick-Clarke) in Lists religiöser Lehre.
In den folgenden Jahren rezipierte List fortschreitend weitere Elemente der Theosophie, die er jedoch zumeist mit Bezeichnungen aus der germanischen Mythologie belegte; Goodrick-Clarke spricht in diesem Zusammenhang von einer „Germanisierung der Theosophie“. Der Theosoph Franz Hartmann verglich Lists Buch Die Bilderschrift der Ario-Germanen mit Isis entschleiert, dem Erstlingswerk der Begründerin der anglo-indischen Theosophie, Helena Petrovna Blavatsky, und war begeistert von den durch List dargelegten Übereinstimmungen zwischen „germanischer“ (de facto: Listscher) und „hinduistischer“ (de facto: Blavatskyscher) Mythologie.
List knüpfte direkt an Blavatskys Rassenlehre und Ariertheorie an, indem er propagierte, die vierte Wurzelrasse der Atlantier sei den Ariern vorausgegangen. Nichtarier seien hingegen Überlebende der vierten Rasse und Arier bereits deshalb höherwertig. Um die arische Rasse in ihrer vollen Stärke zu entfalten, seien „strenge Gesetze gegen Mischehen und Bastardirung“ (sic!) nötig.
Darüber hinaus war List befreundet mit dem ebenfalls österreichischen Ariosophen Jörg Lanz von Liebenfels, der neben ihm als der zweite prominente Urheber der Idee einer „arischen Religion“ als geistiger Grundlage und Legitimation zur Heranzüchtung einer elitären, reinrassigen Gesellschaft gilt und von Lists Konzeptionen maßgeblich mit beeinflusst wurde.
Lists Vision der alten Priesterschaft der Armanen orientierte sich an freimaurerischen und rosenkreuzerischen Vorbildern. Die Bezeichnung Armanen war eine germanisierte Form des legendären Stammesnamens Hermionen oder Herminonen. List behauptete, die von Tacitus und anderen antiken Historikern genannten drei Stämme der Teutonen seien in Wirklichkeit gesellschaftliche Stände gewesen, und bei den Armanen habe es sich um den Stand der Priesterkönige gehandelt. Weiter behauptete List, die Armanen hätten die Verfolgung durch das Christentum überstanden und unter den Templern, Kabbalisten und Rosenkreuzern bis in die Gegenwart weiter existiert. Die von ihnen angeblich bewahrte alte germanische Weisheit umschrieb List mit Begriffen aus dem Freimaurertum, der Kabbala und der Alchemie. Sie sei in einer Geheimsprache überliefert worden, die er, List, rekonstruiert habe. Die Theokratie der Armanen sei durch das Christentum bekämpft worden, habe aber in Form von gnostischen Geheimbünden fortexistiert, etwa durch die Gilden der Skalden, der Herolde, der Steinmetzbruderschaften oder der „heiligen Vehme“. Hinweise auf diese Geheimtradition glaubte List im Minnesang zu finden, in Wappen, gotischer Architektur, in alten Rechtstraditionen, Ortsnamen und frühgeschichtlichen Ausgrabungen. Dabei berief er sich zum Teil auf die hellsichtige Fähigkeit, beispielsweise an einem Ort von historischer Bedeutung frühere Ereignisse wahrnehmen zu können.
Lists Visionen erschöpften sich nicht in einer romantischen Verklärung der Vergangenheit, sondern mündeten in praktische Forderungen zur Wiederherstellung der Armanenschaft. In Die Armanenschaft der Ario-Germanen (1908) entwarf er einen detaillierten Plan für ein neues alldeutsches Reich. In diesem sollte die Reinheit und die Vorrangstellung der „arischen Rasse“ das oberste Prinzip sein. Alle Nicht-Arier sollten bedingungslos unterworfen werden. Nur die Arier sollten die bürgerlichen Freiheitsrechte genießen, und zugleich sollten sie von der Lohnarbeit befreit sein. Die Gesellschaft sollte streng feudalistisch-hierarchisch strukturiert sein – wobei List sich an dem zehnstufigen Lebensbaum der Kabbala orientierte –, und auch die Familie sollte patriarchalisch-autoritär organisiert sein.
Die Erlösung der Ario-Germanen aus dem als unwürdig empfundenen status quo sah List für die baldige Zukunft voraus, wobei seinen Vorhersagen eine teils paradoxe Kombination aus kosmischen Zyklen und apokalyptischer Endzeiterwartung zugrunde lag. Als Ursache für das gegenwärtige „finstere“ Zeitalter beschrieb er eine Verschwörung, die mit der Christianisierung der Germanen begonnen habe und in der katholischen wie in den protestantischen Kirchen, dem Judentum, dem Kapitalismus und dem Liberalismus weiterwirke. Das ersehnte neue Zeitalter werde durch einen großen Krieg erreicht werden, und auch das Auftreten eines heroischen Führers der Germanen sah List, gestützt auf eine Strophe des Edda-Lieds Völuspá, voraus.

## Wirkung
Lists Einfluss auf die Nachwelt lässt sich nur schwer exakt bestimmen. Goodrick-Clarke unterscheidet drei „Hauptkanäle“: Der mit Abstand bedeutendste verlaufe über einige deutsche Mitglieder der List-Gesellschaft wie Bernhard Koerner, Philipp Stauff und Eberhard von Brockhusen, die auch bei der Gründung des Germanenordens beteiligt waren, von welchem über die Thule-Gesellschaft eine Verbindung zur NSDAP entstand. Daneben gab es List-Anhänger, die seinen Armanismus, seinen Runen-Okkultismus und seine Edda-Interpretationen in esoterischen Zirkeln pflegten und an sich keine politischen Bestrebungen verfolgten, aber in den 1930er Jahren Einfluss auf Heinrich Himmler erlangten und auf diesem Weg zum Symbolismus und den Ritualen der SS beitrugen – allen voran Karl Maria Wiligut. Es wird vermutet, dass Adolf Hitler das Hakenkreuz, das er später zum Symbol des Nationalsozialismus erhob, in seinen Wiener Jahren im Umfeld von Lists Armanenschaft kennenlernte. In seiner Programmschrift Mein Kampf wandte er sich aber gegen die Vorstellung Lists und anderer völkischer Esoteriker, statt politischer Änderungen eine religiöse Reform durchsetzen zu wollen.
Eine Wiederbelebung erfuhren Lists Lehren in dem 1976 in Deutschland gegründeten neuheidnischen Armanen-Orden.

## Werke
- Die Burg der Markgrafen der Ostmark, Wien 1877
- Carnuntum. Historischer Roman. Grote, Berlin 1888
- Deutsch-Mythologische Landschaftsbilder. Berlin 1891; 2. stark vermehrte A. Wien 1912; Nachdruck: Köln o. J.
- Von der Deutschen Wuotanspriesterschaft. Berlin/Zürich/Leipzig 1893. – Volltext online (Transkription, 2004).
- Jung Diethers Heimkehr. Roman, 1894
- Der Wala Erweckung. Drama, 1894
- Walkürenweihe. Episches Gedicht, 1895
- Pipara. Die Germanin im Cäsarenpurpur. Historischer Roman. Schulze, Leipzig 1895; 2. A. Wien 1913
- Der Unbesiegbare. Ein Grundzug germanischer Weltanschauung, 1898 (Neuausgabe: Graz 2008, ISBN 978-3-902677-04-4) (uibk.ac.at).
- König Vannius. Ein deutsches Königsdrama 1899
- Alraunenmären. Österreichische Verlagsanstalt, Linz o. J. (um 1900); Graz 2008, ISBN 978-3-902640-48-2.
- Sommer-Sonnwend-Feuerzauber. Drama, 1900 (uibk.ac.at).
- Der Wiederaufbau von Carnuntum. Wien 1900 (uibk.ac.at).
- Das Goldstück. Austria, Wien und Leipzig 1903 (Digitalisat der HAAB Weimar).
- Das Geheimnis der Runen. Mit einer Runentafel. Guido-List-Bücherei, Reihe 1, Band 1, ZDB-ID 1225024-7. Zillmann, Groß-Lichterfelde 1908, OBV. (Neuausgabe: Das Geheimnis der Runen. Edition Geheimes Wissen, Graz 2007, ISBN 978-3-902640-50-5). – archive.org, (5. Auflage, 1938).
- Die Armanenschaft der Ario-Germanen. Verlag der Guido-von-List-Gesellschaft, Wien 1908. – Volltext online
- Die Rita der Ario-Germanen. Selbstverlag, Wien 1908. – Volltext online (PDF; 111 MB).
- Die Namen der Völkerstämme Germaniens und deren Deutung. Selbstverlag, Wien 1909. – Volltext online (3. Auflage, 1922).
- Die Religion der Ariogermanen in ihrer Esoterik und Exoterik. Selbstverlag, Wien 1909; Graz 2008, ISBN 978-3-902640-49-9.
- Die Bilderschrift der Ario-Germanen (Ario-Germanische Hieroglyphik). Selbstverlag, Wien 1910. – Volltext online
- Der Übergang vom Wuotanismus zum Christentum. Bürdeke, Leipzig 1911; 2. erw. A. Berlin 1926; Nachdruck: Köln o. J.
- Die Ursprache der Ario-Germanen und ihre Mysteriensprache. Selbstverlag, Wien 1914; Nachdruck: 2005